# Крупский, Иосиф Григорьевич
Ио́сиф Григо́рьевич Кру́пский (бел. Язэп Рыгоравіч Крупскі, пол. Józef Krupski); (11 октября 1934, деревня Куплин — 13 июля 2014) — белорусский художник.

## Биография
Родился в многодетной семье в деревне Куплин Пружанского повета Полесского воеводства Польши (ныне деревня в Пружанском районе Брестской области Беларуси).
В 1960 году закончил Минское государственное художественное училище имени А. К. Глебова. В 1968 году окончил обучение в Белорусской государственной академии искусств, получив квалификацию художника-живописца. Участник художественных выставок и пленэров.
В 1978 году принят в Союз художников Белоруссии. Его произведения находятся в музеях и картинных галереях Бреста, Барановичей, Минска, Пружан и в частных коллекциях Белоруссии и Польши.
Живет в Бресте, работает на художественно-производственном предприятии «Мастацтва» (рус. «Искусство»).

## Творчество
Работает в станковой живописи (пейзаж, портрет) и монументально-декоративном искусстве (мозаика, сграффито, фреска). На картинах нередко обращается к тематике малой родины: «Деревня моего детства», «Пружанские болота».

## Основные произведения
- картины «Форсирование Днепра», «Защита Брестского вокзала», «Нежность», «Неизвестные солдаты», «Непобедимые», «Мальчуганы»;
- пейзажи «Полесье», «Теплый день», «Окраина Бреста», «Полоцк и столетия», «Затопленный челнок»;
- сграффито в кинотеатре «Беларусь» (Брест), «Нить вечности» во Дворце культуры комбината верхнего трикотажа (Пинск);
- мозаика «Юношество» на фасаде спорткомплекса Брестского педагогического университета;
- роспись «Жизнь» в кинотеатре «Мир» (Брест) и т. д..